# 北海道阿寒高等学校
北海道阿寒高等学校（ほっかいどうあかんこうとうがっこう、Hokkaido Akan High School）は、北海道釧路市にある公立（道立）の高等学校。全日制普通科。

## 沿革
- 1950年4月1日 - 北海道標茶高等学校（現在の北海道標茶高等学校）雄別分校として開校する。
- 1950年6月1日 - 釧路市立富士見高等学校（後に北海道釧路湖陵高等学校に併合される）雄別分校となる。
- 1951年2月9日 - 阿寒村立阿寒高等学校として独立する。
- 1953年3月31日 - 道立に移管され、校名を北海道阿寒高等学校に変更する。
- 1975年4月8日 - 雄別鉄道古潭駅跡付近の旧校地から現在地に校舎を移転[1]。
- 2000年10月8日 - 創立50周年記念式典を挙行する。

## 校歌
- 作詞：柏倉俊三
- 作曲：伊福部昭

## 著名な出身者
- 板垣恵介[2] - 漫画家